# Пелл, Джон
Джон Пелл (англ. John Pell, устаревшее написание: Пелль или Пель; 1611—1685) — английский математик-алгебраист. Член Королевского общества с 1663 года.

## Биография и научная деятельность
Родился в небольшом английском городе Саутвик, графство Суссекс, недалеко от Брайтона. По окончании школы (1624) 13-летний Пелл поступил в Тринити-колледж, где изучал главным образом языки и математику. В 1629 году получил степень бакалавра, а в 1630 — магистра.
Окончив колледж, некоторое время занимался преподаванием. В 1638 году предложил один из первых проектов «универсального языка». Одновременно занимался исследованиями в области алгебраических уравнений и составления математических таблиц. В том же 1638 году Пелл обратил на себя внимание математического сообщества своей книгой «Идея математики» и вступил в оживлённую переписку с Мерсенном и другими видными учёными.
В 1644 году Пелл был приглашён возглавить кафедру математики в Амстердамском университете. В течение нескольких лет он вёл научную полемику с Лонгомонтаном, который объявил, что нашёл точное значение числа {\displaystyle \pi }. В этом споре Пеллу оказали поддержку Декарт, Кавальери, Гоббс, Роберваль и Мерсенн. В 1647 году Пелл опубликовал итоговый трактат «Спор с Лонгомонтаном о квадратуре круга». Любимой темой Пелла становится решение диофантовых уравнений — этой теме он посвятил цикл лекций в университете.
В 1646—1652 годах Пелл по приглашению принца Фредерика-Генриха Оранского преподавал в южно-голландском городе Бреда. Позже он был вовлечён в бурные события Английской революции и исполнял поручения Оливера Кромвеля в протестантских кантонах Швейцарии. Там он близко познакомился с Иоганном Раном и сотрудничал с ним в подготовке его монографии «Немецкая алгебра» (Teutsche Algebra, 1659). Именно в этой книге появилось то, что впоследствии было названо «уравнением Пелла» (или «уравнением Пелля»)
{\displaystyle ax^{2}+1=y^{2}}
Историки, впрочем, обнаружили уравнения подобного типа в работах древнегреческих и древнеиндийских математиков. Общий способ решения уравнения — так называемый «циклический метод» — присутствует в работах индийского математика XII века Брахмагупты, который не привёл доказательства, что этот метод всегда приводит к решению. В общем виде задачу сформулировал французский математик Пьер Ферма, поэтому во Франции данное уравнение называется «уравнением Ферма». Современное же название уравнения возникло благодаря Леонарду Эйлеру, который в своих работах по алгебре ошибочно приписал авторство Джону Пеллу. Столь же необоснованно имя Пелла присвоено последовательности «чисел Пелля».
В 1661 году Пелл вернулся в Англию, где получил несколько почётных наград и отличий, в том числе был избран членом Королевского общества. В 1673 году участвовал во встрече Лейбница в Лондоне. К концу жизни разорился и даже попал в долговую тюрьму.

## Основные труды
- Astronomical History of Observations of Heavenly Motions and Appearances (1634)
- Ecliptica prognostica (1634)
- An Idea of Mathematicks (1638)
- Controversy with Longomontanus concerning the Quadrature of the Circle (1646?)
- A Table of Ten Thousand Square Numbers (fol.; 1672).